# Reggenza dell'isola di Taliabu
La reggenza dell'Isola di Taliabu (in indonesiano: Kabupaten Pulau Taliabu) è una reggenza dell'Indonesia, situata nella provincia di Maluku Settentrionale.
La reggenza corrisponde al territorio dell'isola Taliabu.
In passato l'isola di Taliabu apparteneva amministrativamente alla Reggenza delle isole Sula, Tuttavia a partire dal 2013 Taliabu fu separata dalla Reggenza delle Isole Sula per formare una reggenza separata.
La Reggenza dell'isola di Taliabu è suddivisa in 8 distretti (kecamatan);
- Taliabu Barat
- Taliabu Barat Laut
- Taliabu Selatan
- Taliabu Timur
- Taliabu Timur Selatan
- Taliabu Utara
- Lede
- Tabona